# 박찬 (스포츠 캐스터)

시리아에서 대한민국과 시리아의 축구중계를 하고있는 박찬 캐스터(왼쪽)

박찬(1971년 10월 24일 제주도 제주시 ~ )은 대한민국의 프리랜서 아나운서,스포츠 캐스터이다.

## 생애
2000년 지금은 없어진 SBS 축구 채널에 입사하여 분데스리가, 프리미어리그, 세리에 A 등을 중계했다. 이후 SBS 스포츠채널로 옮겨 NFL 미식축구, 유럽축구, 테니스 등을 진행했다.
김대환 해설위원과 함께 다양한 종합격투기 중계를 했다.
이후 프리랜서로 나와 itv에서 프로야구 프로축구 프로농구 골프 중계를 했다.
YTN스타에서 연예 뉴스를 진행했다.스카이 라이프에서 프리메라리가 이천수 출전 경기를 중계했다. 최용수 선수,박찬희 선수와 복싱 중계를 했다.
스피릿엠시 1회대회를 중계했다.
```
2005년
 스포츠 전문채널 엑스포츠에서 메이저 리그 중계와 국가대표 축구 중계를 주로 담당했다.
```

2006년 엑스포츠가 뉴미디어 최초의 국가대표 축구 독점중계(아시안컵 시리아원정)시 메인 캐스터로 활약했으며 이후 축구 중계,농구중계,UFC,메이저리그 김병현,서재응,추신수 중계를 담당했다. 메이저리그 중계 당시 최희섭 선수가 미네소타의 레드키를 상대로 3연타석 홈런 기록했던 중계를 담당하기도 했다.
스피릿엠시 종합격투기 중계와 wwe 중계를 했다.
2009년 엑스포츠가 사라지면서 프리랜서를 선언해 TVN의 유에파 챔피언스리그,스카이스포츠 해외축구, JTBC 국가대표 축구 독점중계 등을 맡았었다.
JTBC골프에서는 KPGA 투어와 유러피언 투어,시니어 투어,pga투어등 다양한 골프 중계를 도맡아 했으며 라이더컵과 디오픈을 중계하기도했다.
티브로드 수원방송과 함께 수원삼성 홈경기 중계를 오랫동안 도맡아했다.
축구 중계에서 많은 활동을 했으며 스포츠원에서 한준 해설위원과 분데스리가 당시에는 많은 어록을 남기며 박찬,한준 콤비로 팬들의 사랑을 받기도 했다.
아내가 결혼했다에서 송영주해설위원과 함께 목소리 출연했으며 당시 프리랜서 스포츠계에서는 독보적으로 많은 활동량을 보여주기도 했다.
2014년 당구전문채널 빌리어즈TV에서 당구 경기를 중계했고 스카이 스포츠에서 분데스리가를 중계했다. 2015년 JTBC3 Fox Sports에서 F1, 분데스리가를 중계하고있다. 2016년부터는 TBS 교통방송에서 K리그 클래식을 중계하고 있다.
이후 빌리어즈 티비에서 프로당구 PBA투어를 중계하고 있다.
TVN스포츠에서 분데스리가 wta 테니스 중계를 하고 있다.
프로축구연맹에서 K리그 1,k리그 2를 중계하고 있다.

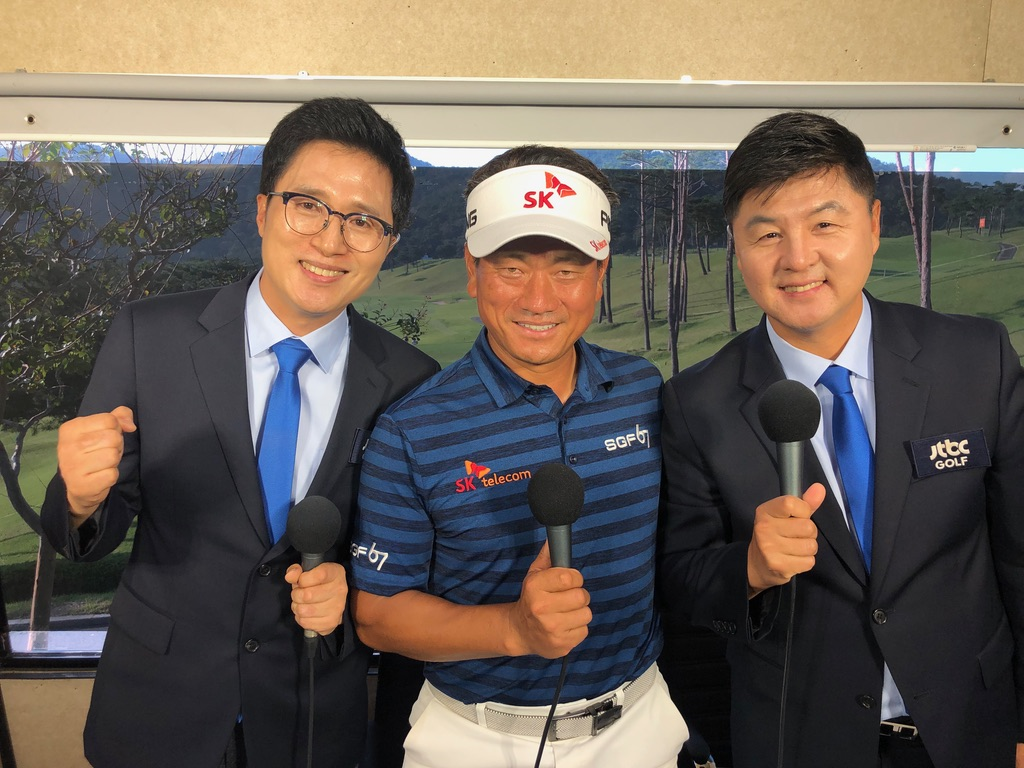
현대해상 최경주 인비테이셔널 박찬 캐스터와 최경주 선수,박도규 해설위원

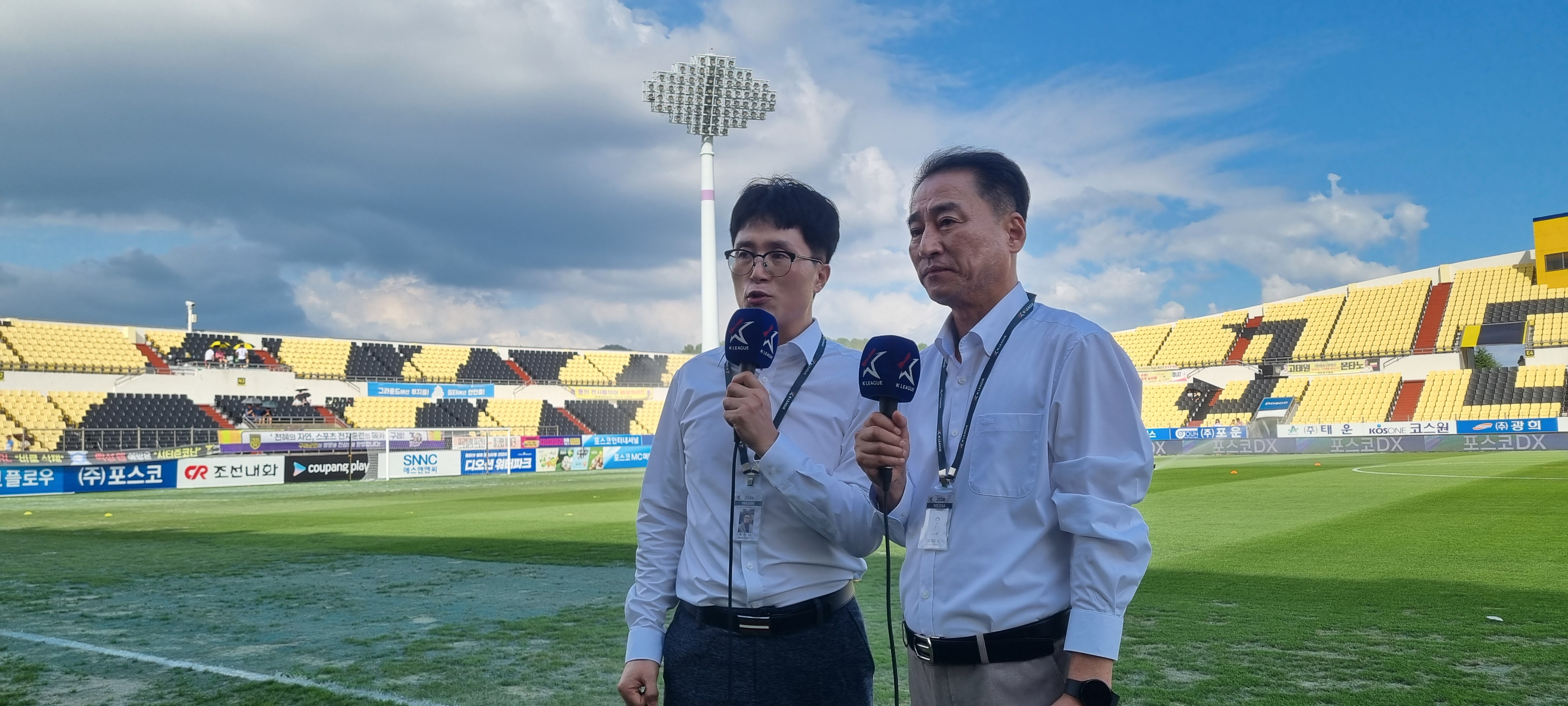
박찬 캐스터와 김대길 해설위원이 k리그 중계를 하고 있다.

골프존에서 지투어 남녀대회를 중계하고 있다.

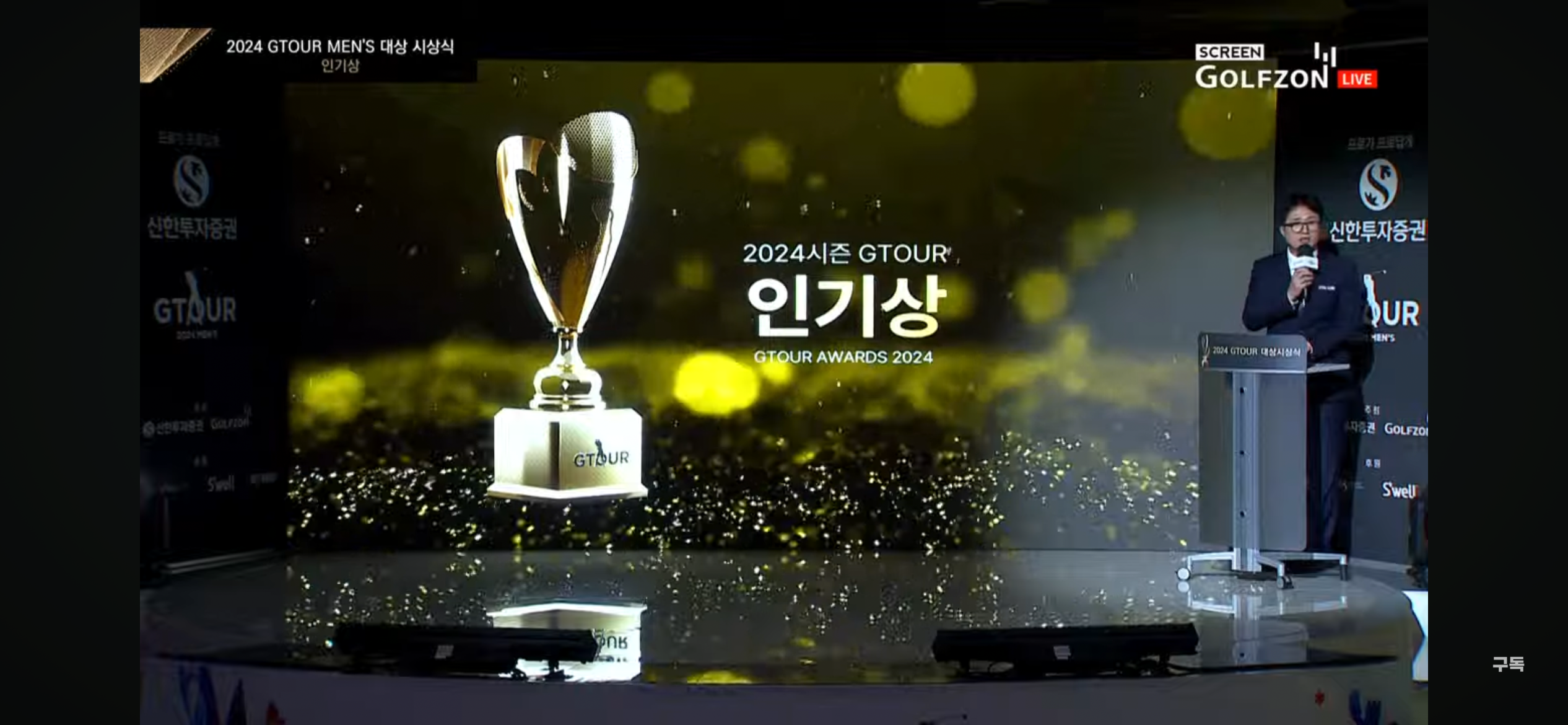
2024년 연말 지투어대상시상식

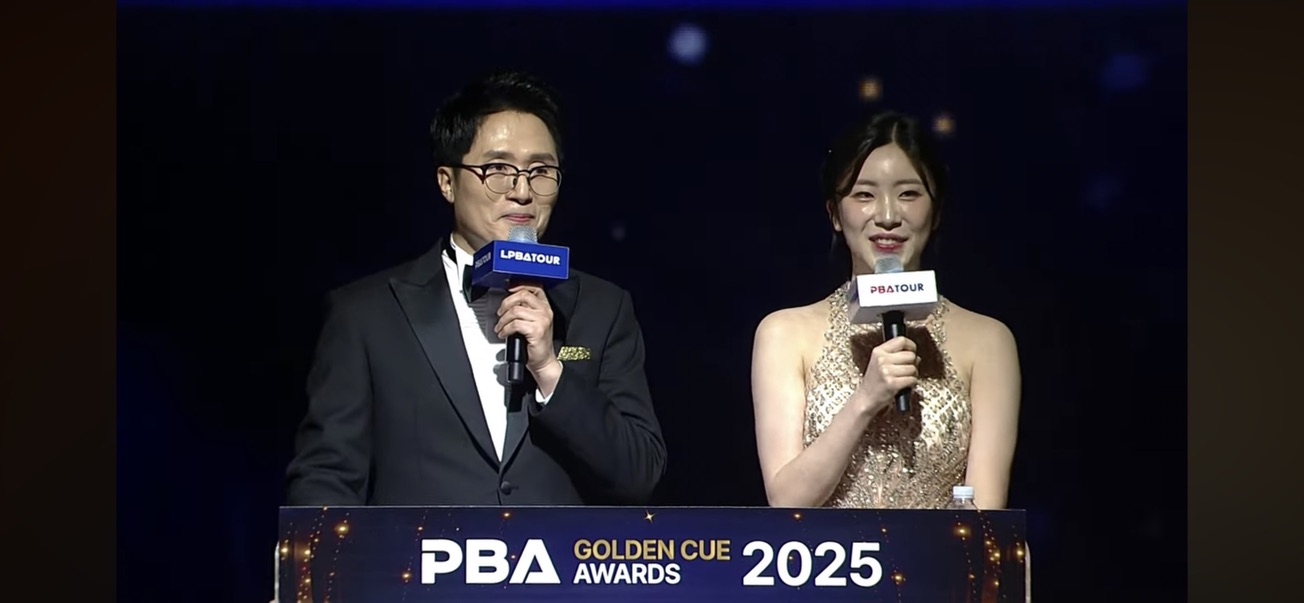
박찬아나운서가 2025골든큐 어워즈 시상식을 진행하고 있다.